# Johannes-Kepler-Sternwarte Linz

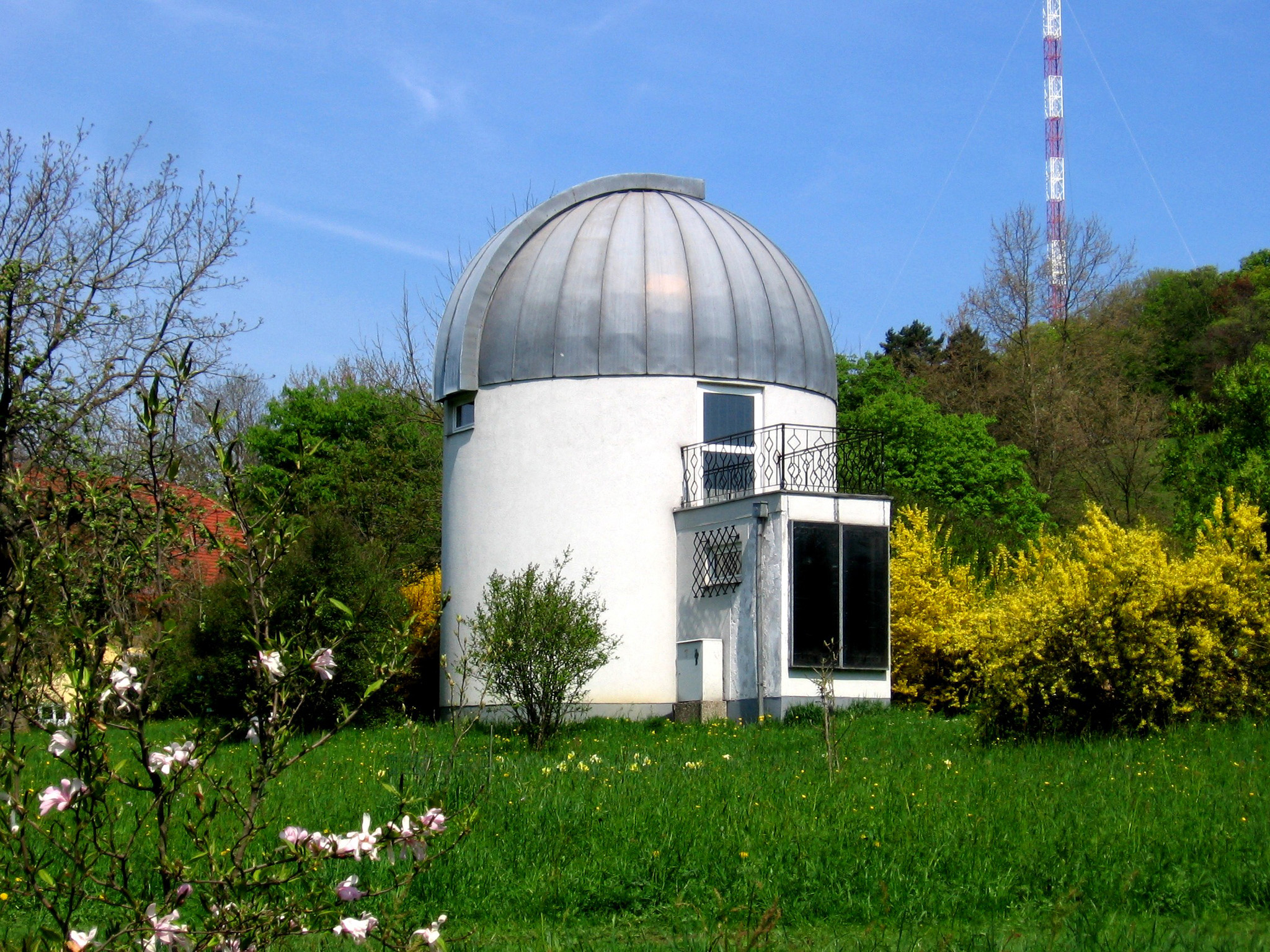
Die Johannes-Kepler-Sternwarte am Linzer Freinberg

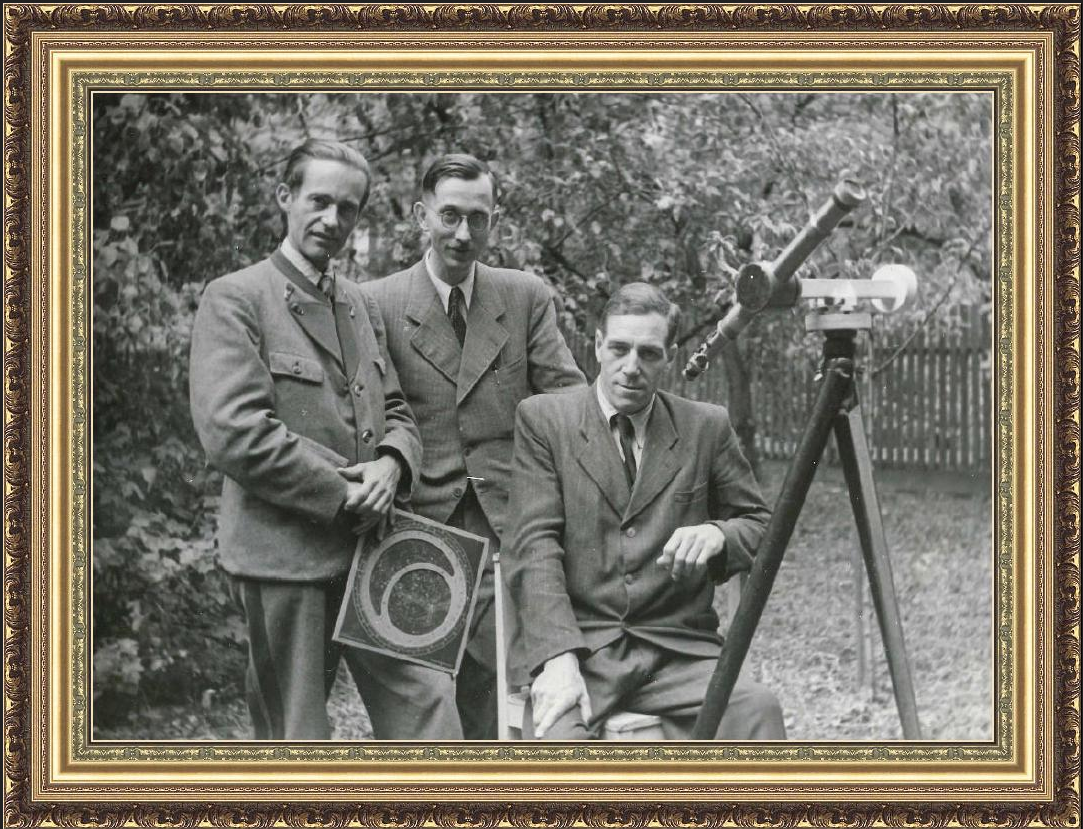
Gründungsmitglieder 1947 – von links nach rechts: Dr. Walter Martinetz, Dr. Paul Szkalnitzky und der Obermann Karl Mayrhofer

Die Johannes-Kepler-Sternwarte Linz ist eine von einer amateurastronomischen Vereinigung betreute Sternwarte in Linz. Die einzige öffentlich zugängliche Sternwarte im oberösterreichischen Zentralraum befindet sich am südlichen Ausläufer des Freinbergs auf einer Höhe von 341 m ü. A., im statistischen Bezirk Freinberg. Das Observatorium liegt rund 2 km westlich des Linzer Stadtzentrums, nahe dem dortigen Sender Freinberg und dem Linzer Stadion. Sie ist mit öffentlichen Verkehrsmitteln gut erreichbar.

## Geschichte

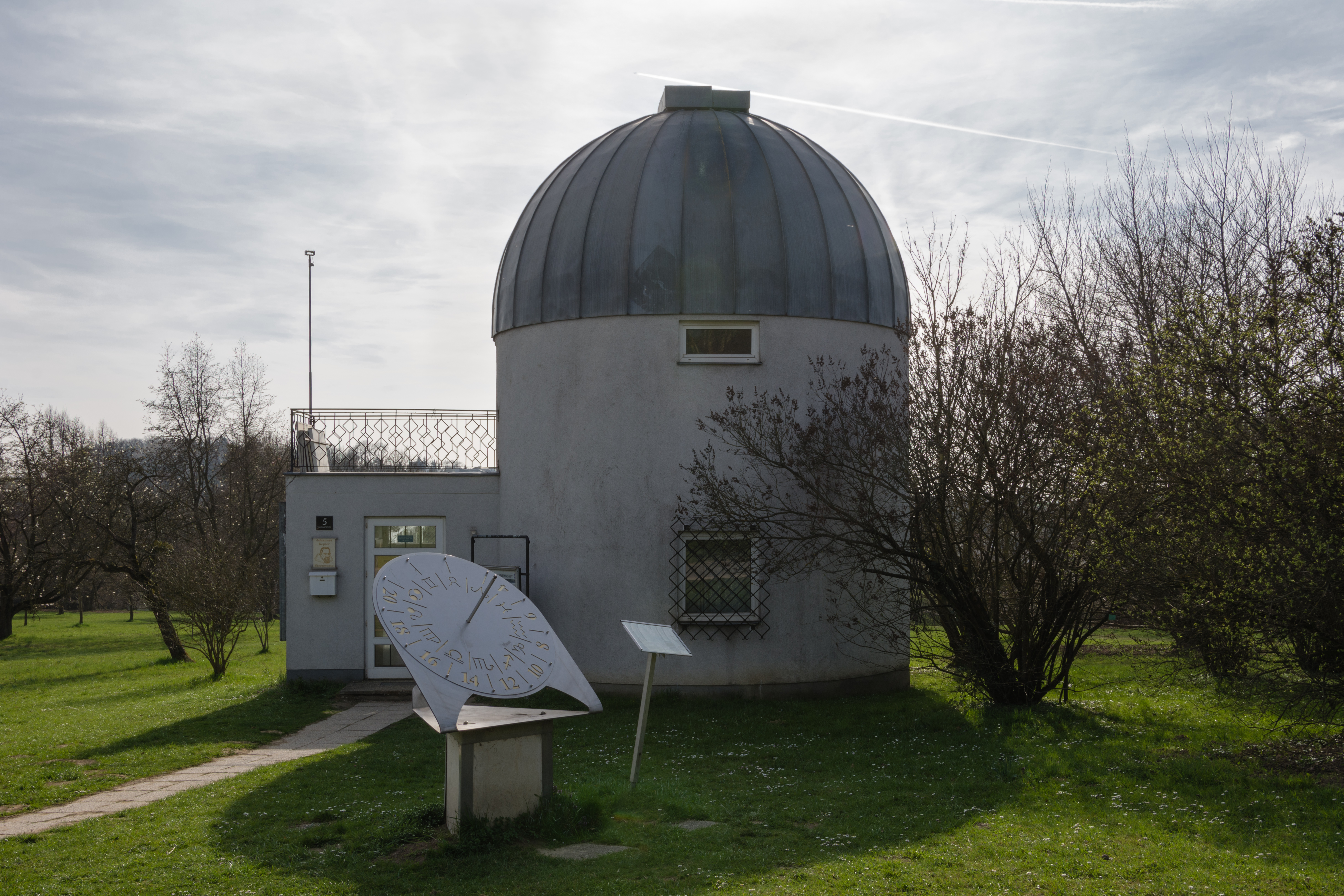
Die Johannes-Kepler-Sternwarte Linz

Bereits bei der Gründung der Linzer Astronomische Gemeinschaft im Jahr 1947 wurde der Bau einer Sternwarte für wirtschaftlich günstigere Zeiten ins Auge gefasst. Zunächst wurden aber astronomische Beobachtungsstationen am Turm des Diesterweg-Gymnasiums (1959 bis 1968) und im botanischen Garten der Stadt Linz (1969 bis 1982) eingerichtet. Die Sternwarte konnte schließlich im Jahr 1983 eröffnet werden, zunächst als „Volkssternwarte Linz“. Als Beobachtungsinstrument diente vorerst ein Refraktor mit 120 mm Öffnung und 2 m Brennweite, der bald durch ein Cassegrain-Teleskop mit einem Hauptspiegel von 400 mm Durchmesser – einer Leihgabe der Universitätssternwarte Wien – ergänzt wurde. Zum zehnjährigen Bestehen der Sternwarte wurde diese zu Ehren des Astronomen Johannes Kepler, der sich von 1612 bis 1626 in Linz aufhielt, in „Johannes-Kepler-Sternwarte“ umbenannt.
Die Johannes-Kepler-Sternwarte Linz bietet regelmäßig öffentliche Himmelsbeobachtungen, Sternwarteführungen, astronomische Vorträge und Kurse an.

## Außenstellen

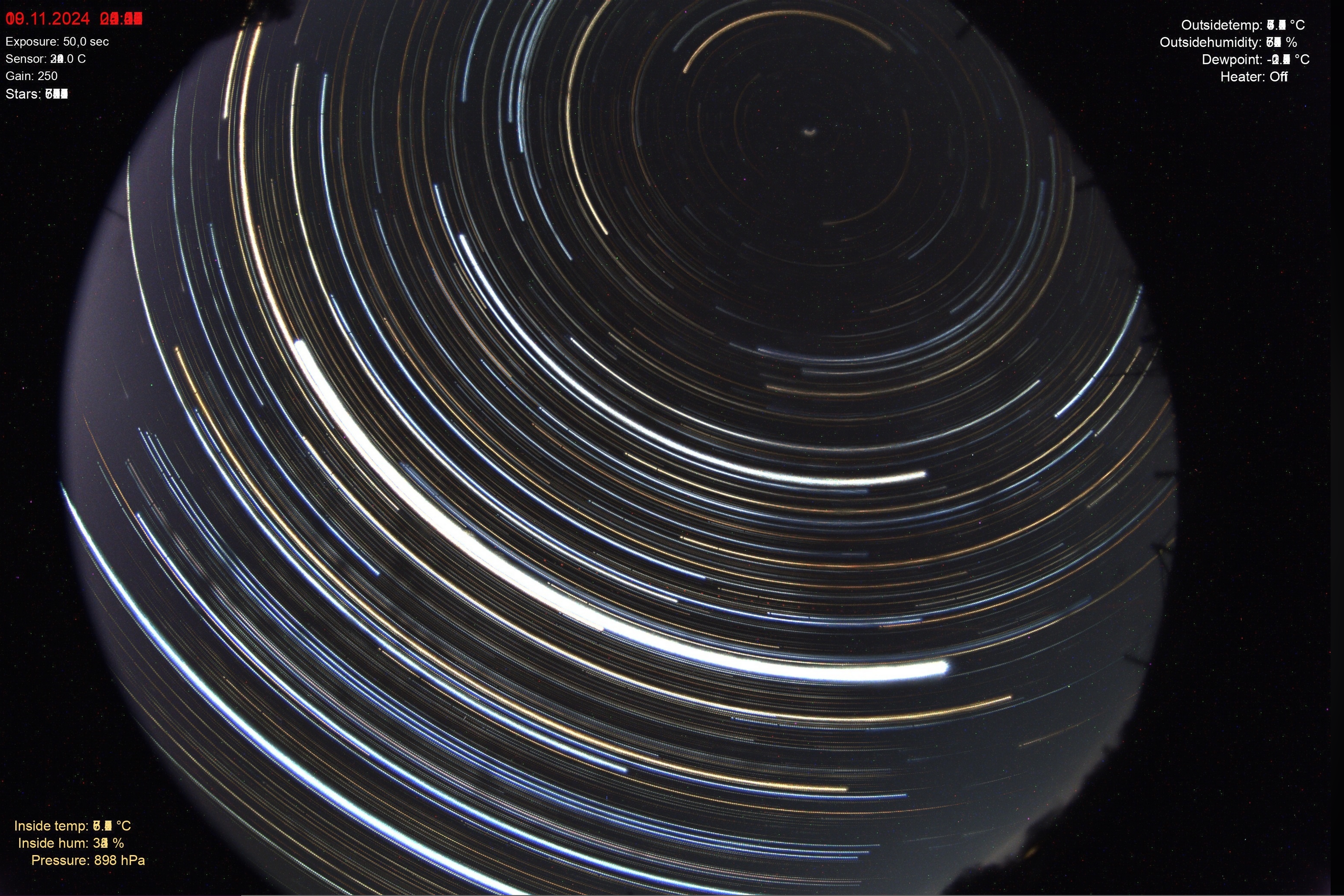
All_Sky_Cam_Hohedirn

Abseits der Lichtverschmutzung der Stadt Linz gibt es seit 1995 im Nordwesten von Linz, in Gramastetten, eine Außenstelle mit Kuppeln, Teleskopen und Säulen.
Seit 2016 existiert eine Kooperation mit den Steyrer Sternfreunden, mit denen gemeinsam im Jahr 2018 ein Sternwarten-Komplex im Alpenvorland auf der Hohen Dirn auf knapp 1100 Meter Seehöhe errichtet wurde, wo momentan ein Celestron C14 Teleskop im Einsatz ist.
Außerdem verfügt die Außenstelle über eine All Sky Cam, welche 24 Stunden einen Rundumblick auf den Sternenhimmel gewährleistet. Diese Daten können bei Bedarf, z. B. bei einem Meteoritenfall, für die genauere Berechnung der Fundstücke herangezogen werden.

## Instrumente

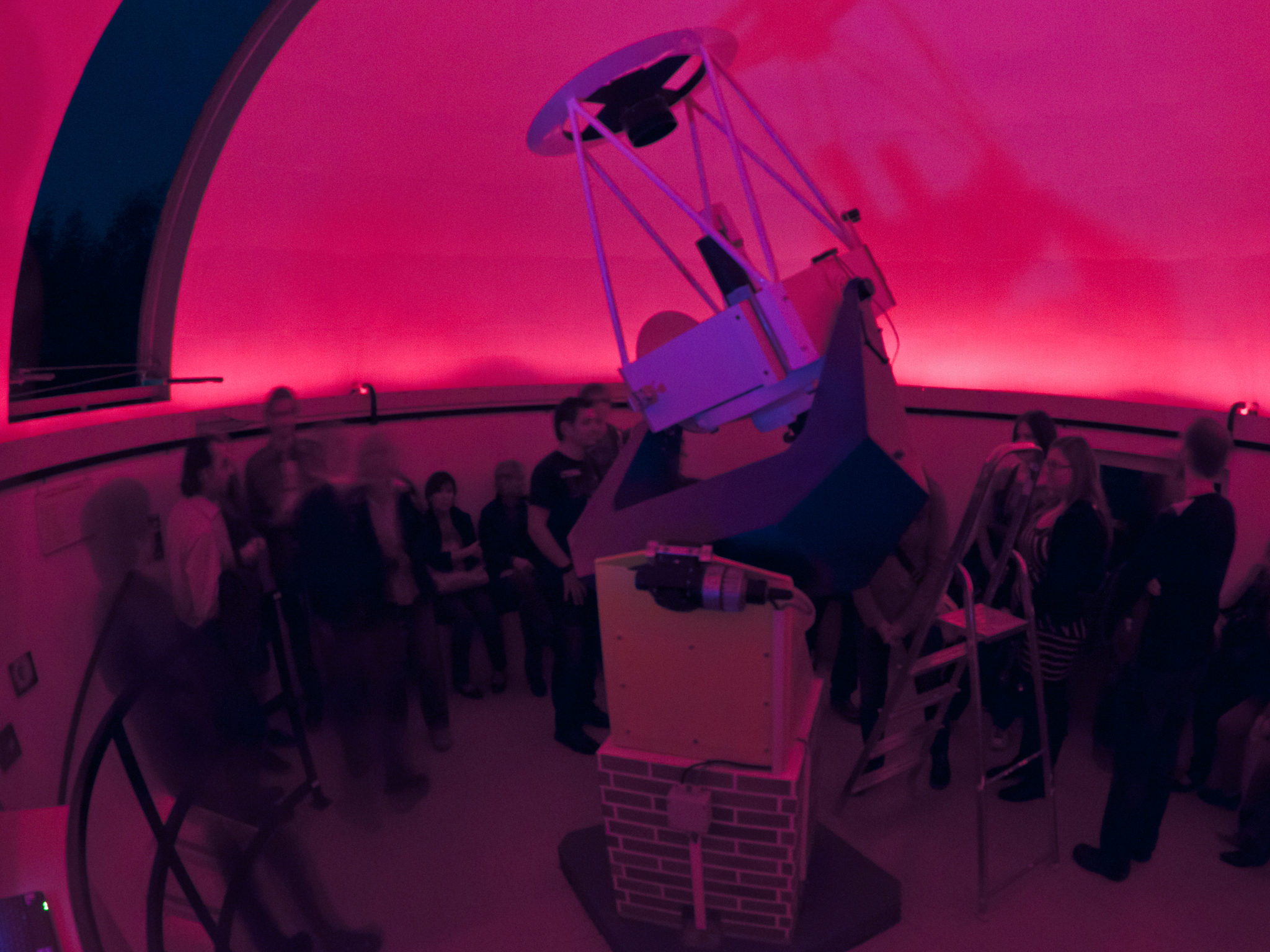
50-cm-Cassegrain-Teleskop der Kepler-Sternwarte Linz

Seit dem Jahr 2000 verfügt die Johannes-Kepler-Sternwarte Linz über ein computergesteuertes Cassegrain-Spiegelteleskop mit 500 mm Öffnung und 5 m Brennweite, das von einer Gabelmontierung nach Rudolf Pressberger getragen wird. Ergänzt wird dieses Instrument durch einen TMB apochromatischen Refraktor mit 130 mm Öffnung und 1,2 m Brennweite, das zur Sonnenbeobachtung mit Herschelkeil und verschiedenen Sonnen Filtern, aber auch mit DayStar Filer als H-alpha-Teleskop genutzt werden kann. Neben der visuellen Beobachtung können Himmelsobjekte auch mit Hilfe einer CCD-Kamera oder einer lichtempfindlichen Videokamera aufgenommen werden. Gesteuert wird das Teleskop Setup von einer auf DOS installierten Software (Jahr 2000) in Fortran, welche von Manfred Stoll geschrieben wurde.
Darüber hinaus verfügt die Kepler-Sternwarte seit 2009 über ein Lightmeter, welches zur Erfassung der Lichtverschmutzung kontinuierlich die Himmelshelligkeit misst. Diese Daten werden vom Land OÖ, genauer der Abteilung Umwelt verwaltet und fliesen in verschiedene Lichtverschmutzung Simulationen bzw. Darstellungen ein.

## Weblinks

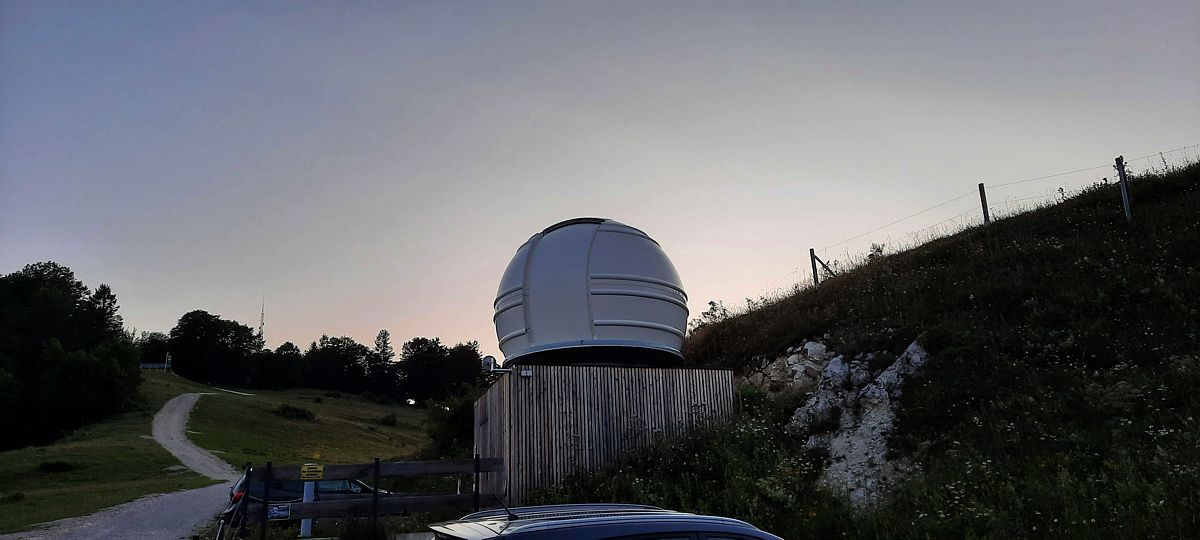
Außenstelle Hohe Dirn

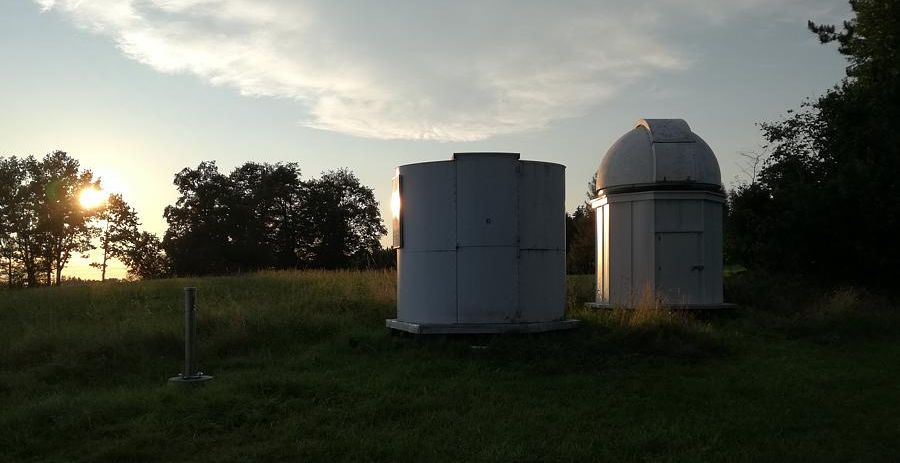
Außenstelle Gramastetten